# アンナ・リュブリンスカヤ
アンナ・アレクサンドロヴナ・リュブリンスカヤ（ロシア語: Анна Александровна
Люблинская, ラテン文字転写:  Anna Alexandrovna Lyublinskaya 、1903年6月18日（ユリウス暦6月5日）- 1983年6月26日）は、ソビエト連邦の心理学者。フロドナ出身。1924年ゲルツェン記念国立教育大学就学前教育科を卒業後、研究を継続し、1959年同大学教授に就任。実験心理学の成果に基づく子どもの精神発達を核とした児童心理学を根拠とした、幼児・学童への教育、保育を推進した。例えば、対象の言語的表示を獲得した子どもが、知覚上の錯誤から離れて安定した対象識別を可能にすることを実験で確認した。また、就学前教育と学校教育との連続性を考察する視点を提供した。さらに、研究対象の卑近な日常性から、社会教育の素材として研究内容を広く公開した。

## 論文
- 「子どもの理性的活動における形象、思考、および言葉」（1946年）
- 「行動における子どもの因果的思考」（1948年）
- 「子どもの認識活動の発達における言語の役割」（1954年）
- 「児童の視知覚の発達における言葉の役割」（1954年）
- 「幼稚園期児童の表象の形成における言葉と直観性の相互関係の若干の性質」（1956年）
- 「就学前児童による空間の習得の特殊性」（1956年）
- 「一年生の知的活動の若干の性質」（1957年）
- 「児童の思考」（1958年：博士論文）[3]
- 「低学年生徒の学習作業における分析と総合」（1958年）[4]
- 「児童の心理学的発達におけるコトバの果す役割」（1966年）（邦訳、天野清訳、明治図書出版『ソビエト教育科学』第27号1966年）

## 著書
- 『幼児の精神発達の概説』（1959年）
- 『幼児の発達についての教師との対話』（1962年）（邦訳『幼児の発達と教育』明治図書出版、1965年）